# Krautmarkt (Luxemburg)
Der Krautmarkt (luxemburgisch Krautmaart), eigentlich die rue du Marché-aux-Herbes, ist eine Straße in der historischen Zentrum der Stadt Luxemburg, im Nordwesten als Verlängerung der Großen Straße (Grand Rue), an der Kreuzung mit der Nordstraße (rue du Nord) und der Rue Wiltheim anfängt.
An ihrem südlichen Ende ist der Krautmarkt mit der Wassergasse (Rue de l'Eau) verbunden, bevor sie in die Heiliggeiststraße (rue du Saint-Esprit) übergeht.
Am Krautmarkt liegt der Großherzogliche Palast und die luxemburgischen Abgeordnetenkammer, so dass Krautmarkt oftmals metonymisch für Parlament verwendet wird.
In der Zeit unter deutscher Besatzung (1940 - 1944) durfte die Straße nur noch „Krautmarkt“ genannt werden.

## Gebäude
Die bekanntesten Gebäude sind der großherzogliche Palast und die Abgeordnetenkammer; aber auch das älteste Wohnhaus der Stadt „Haus Höcklin von Steinach“, ist hier zu finden. Hausnummer 1-3 „Conrotseck“, ist seit 1989 als Monument deklariert.
Bis 1779 stand am Krautmarkt an der Stelle der heutigen Abgeordnetenkammer die Nikolauskirche, die bei Sanierungsarbeiten teilweise ausgegraben wurde.

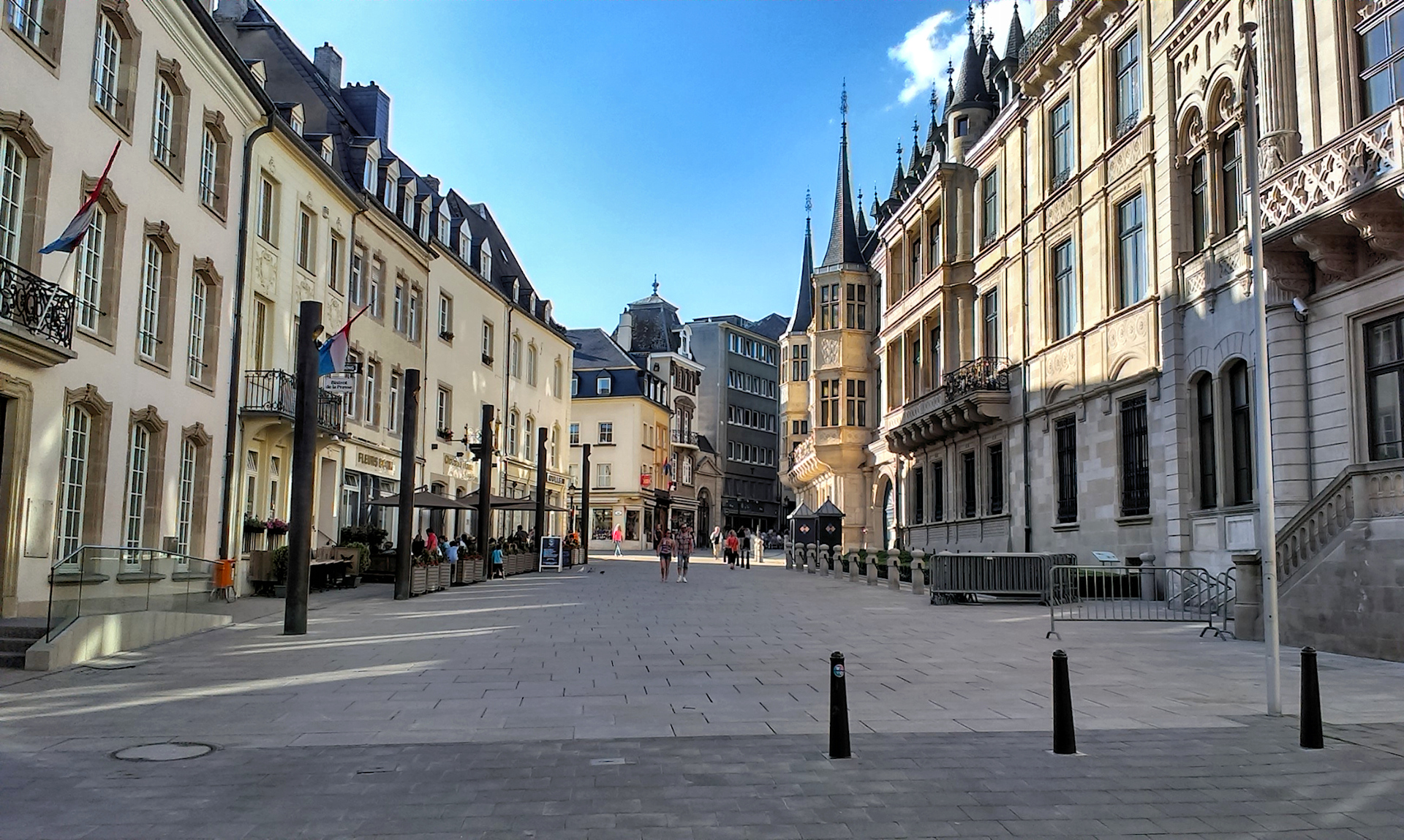
Der Krautmarkt von der Rue de l'Eau aus gesehen
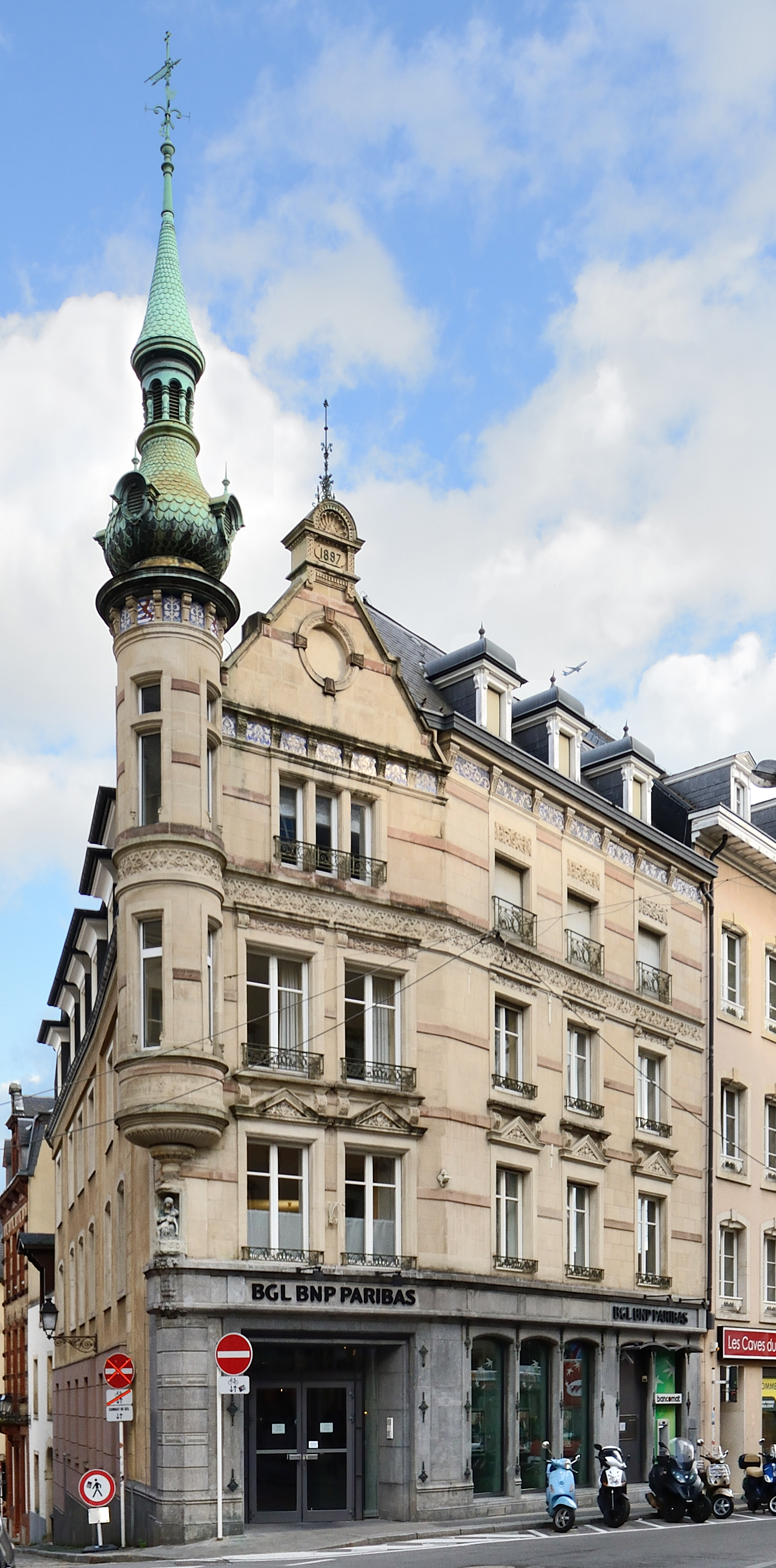
Conrotseck
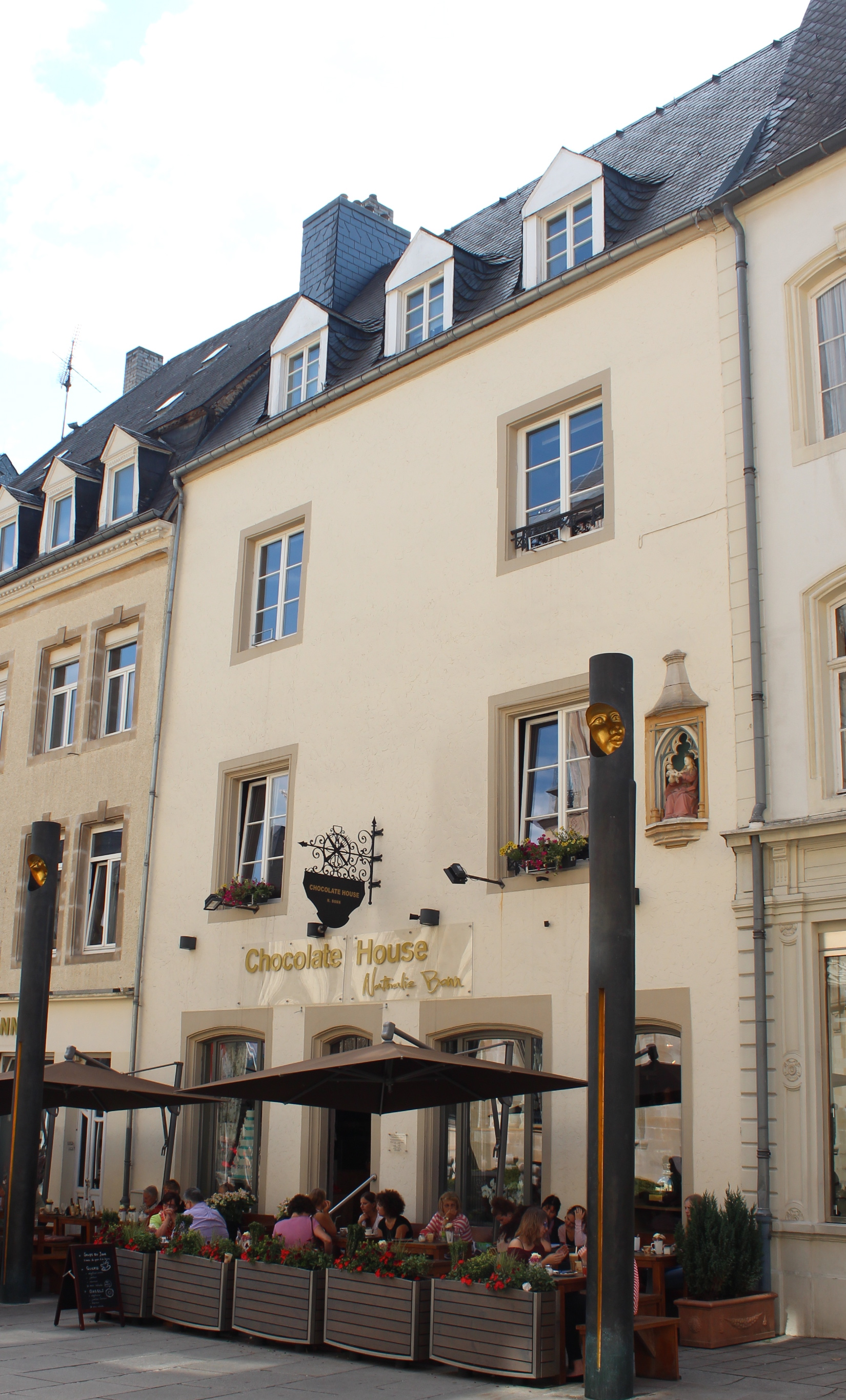
Haus Höcklin von Steinach
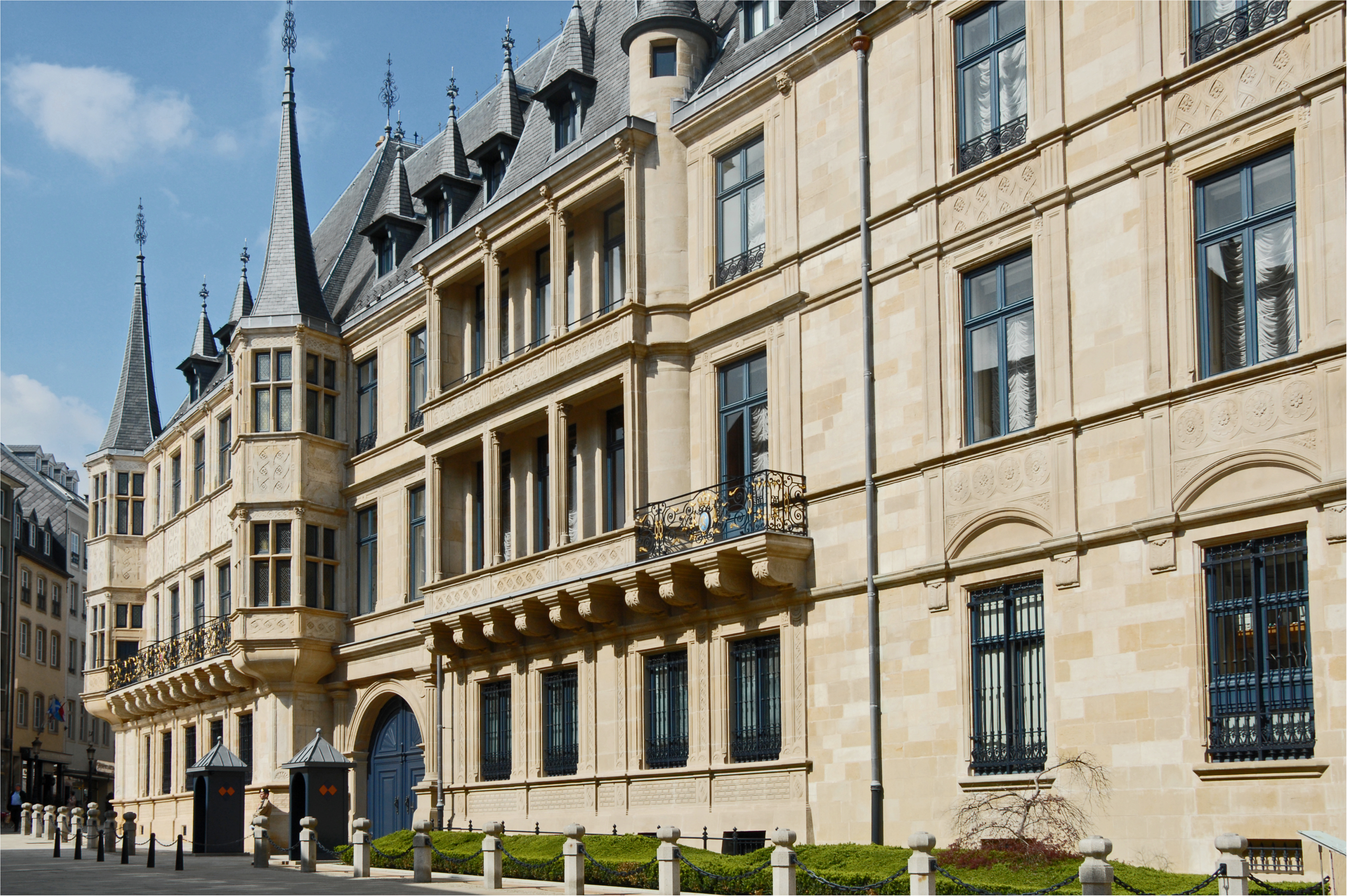
Großherzoglicher Palast
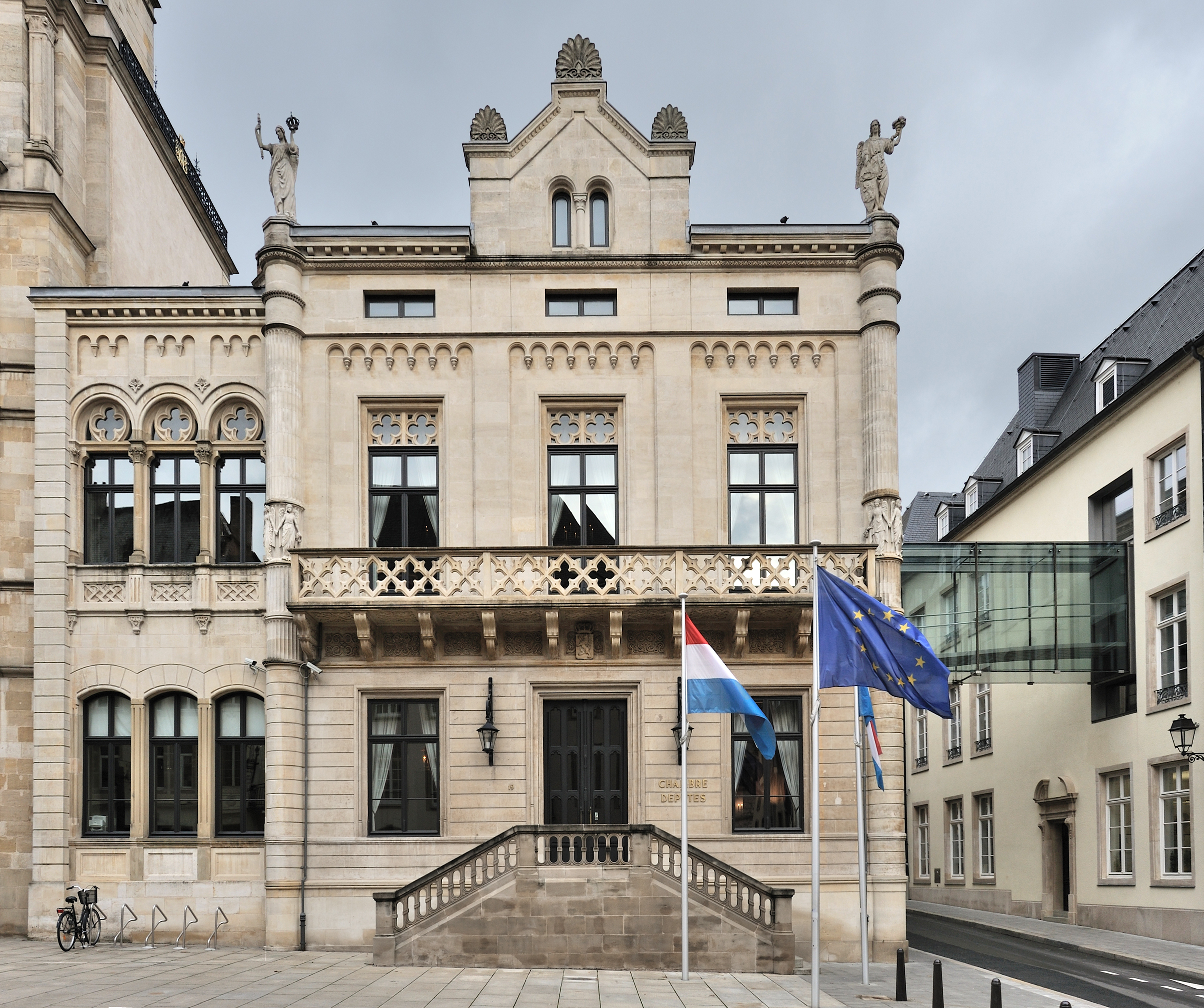
Abgeordnetenkammer
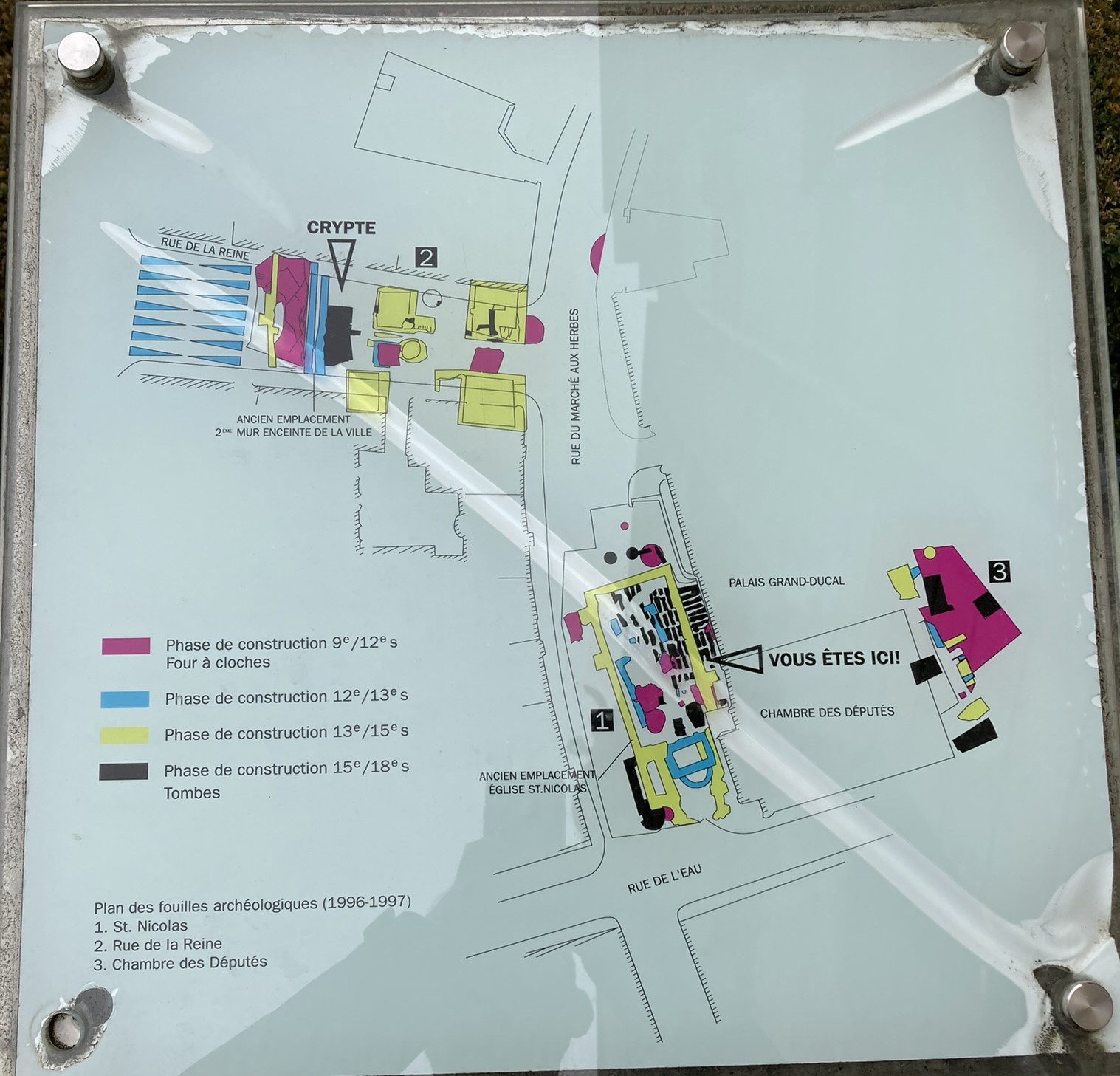
Tafel Ausgrabungen Niklolauskirche
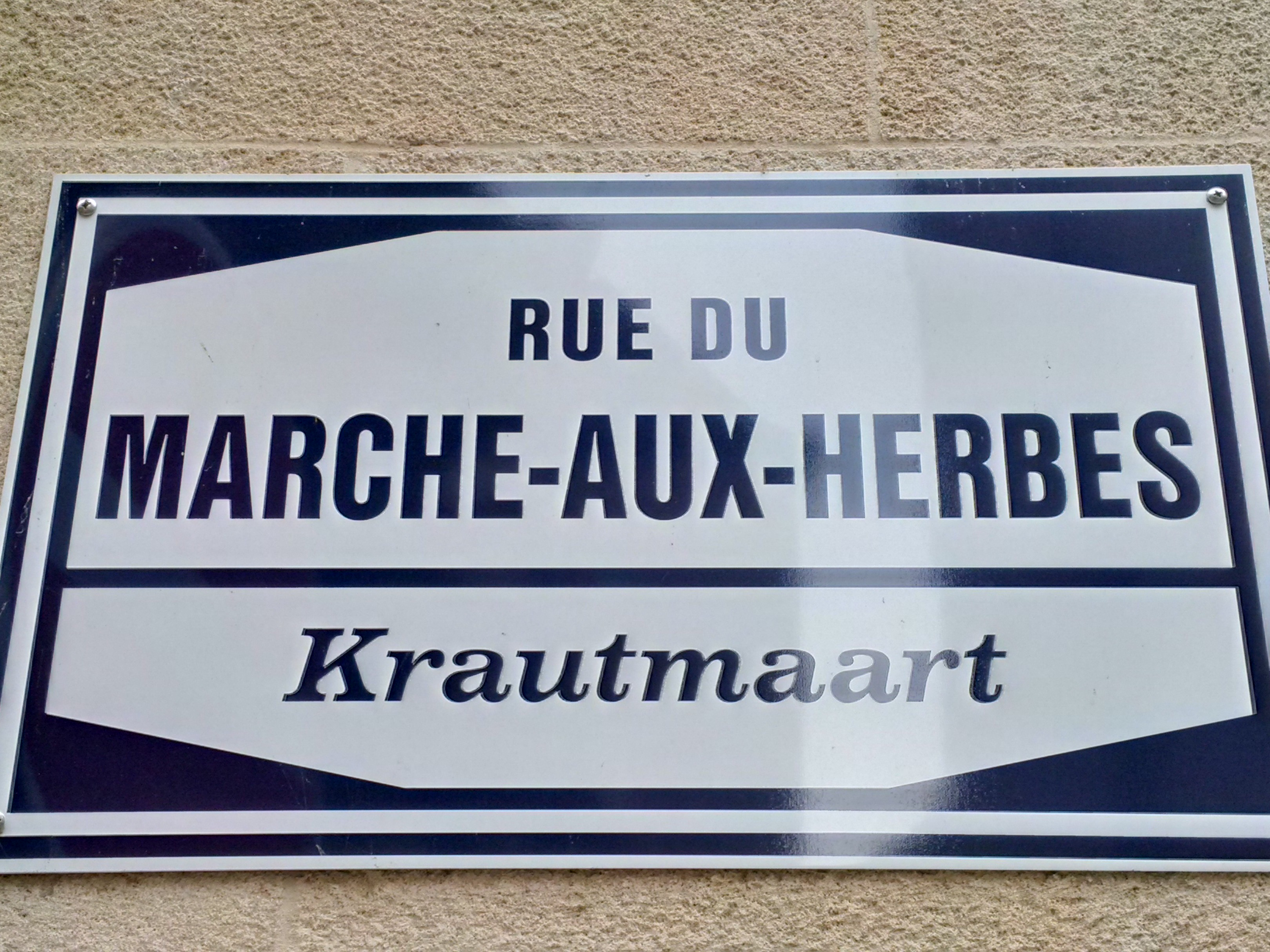
Straßenschild
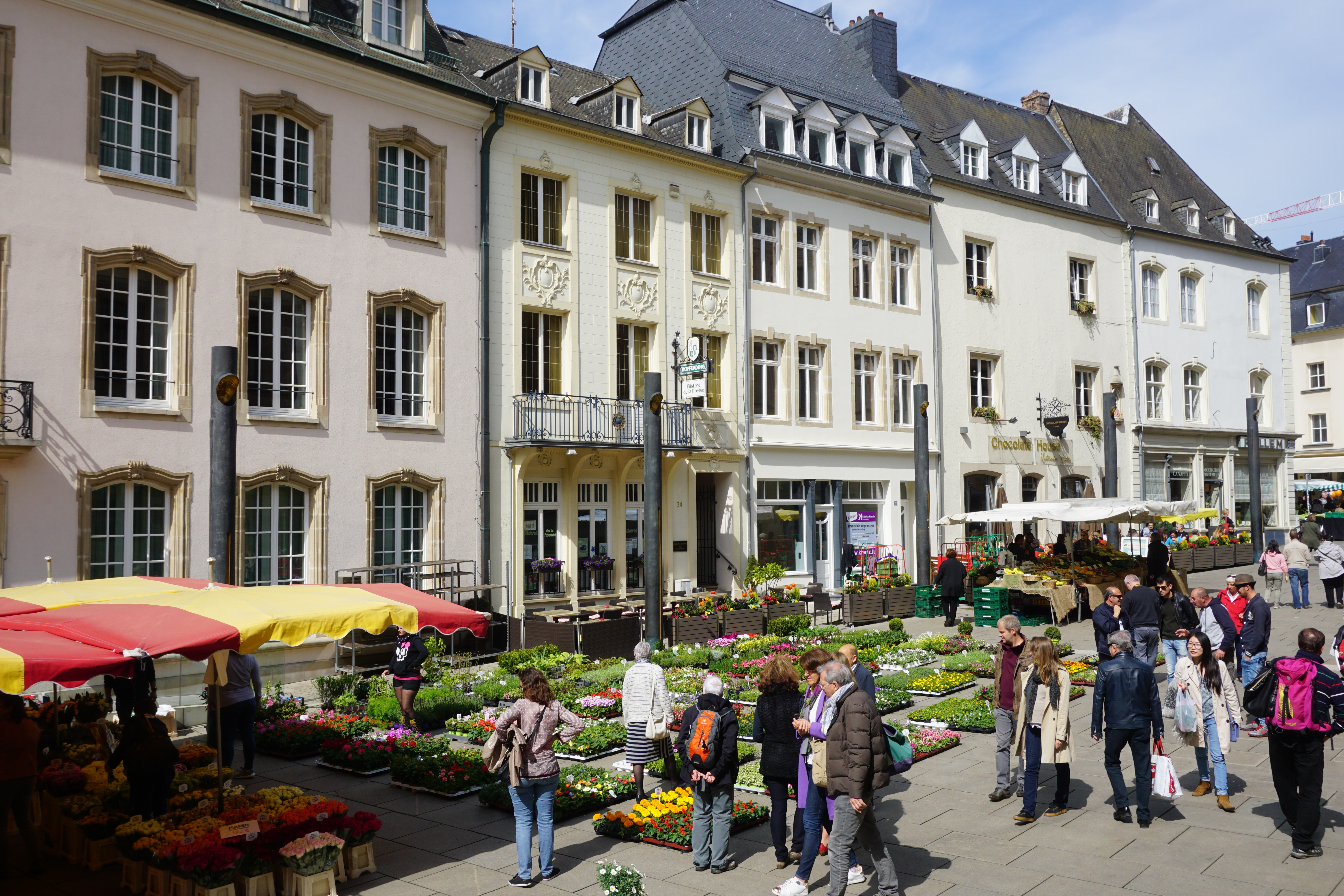
Krautmarkt

## Herkunft des Straßennamens
Am Krautmarkt befand sich in früheren Zeiten tatsächlich der Marktplatz für Kräuter- und Gemüsehändler. Er wurde anfangs Neuer Markt genannt, um ihn vom Alten Markt, dem heutigen Fischmarkt unterscheiden zu können.